# Тайлер (Техас)
Тайлер (англ. Tyler) — город в США, расположенный в северо-восточной части штата Техас, административный центр округа Смит. По данным переписи за 2010 год число жителей составляло 96 900 человек, по оценке Бюро переписи США в 2018 году в городе проживало 103 721 человек.

## История

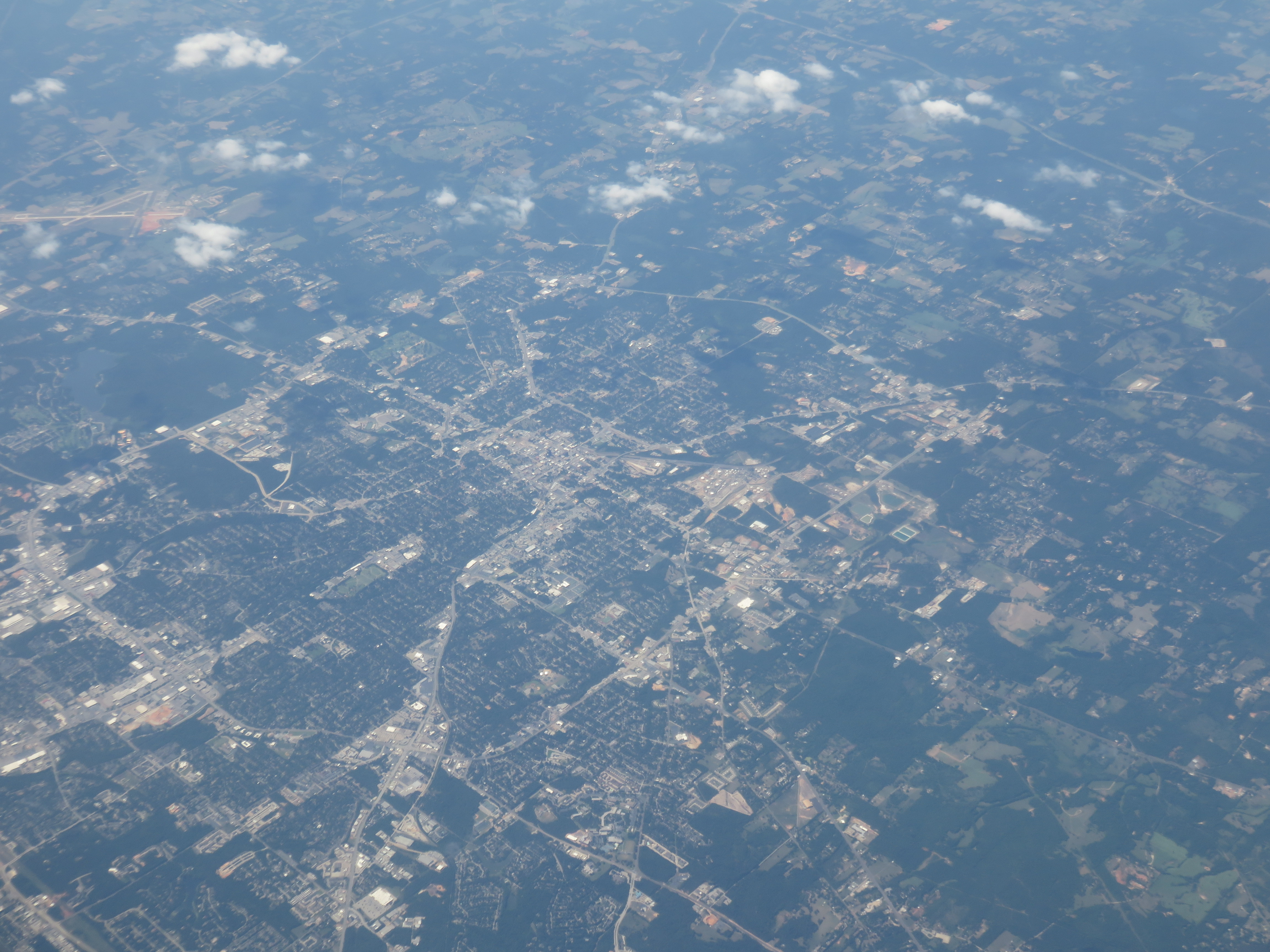
Вид на Тайлер с воздуха

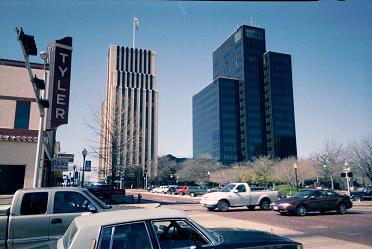
Небоскрёбы города

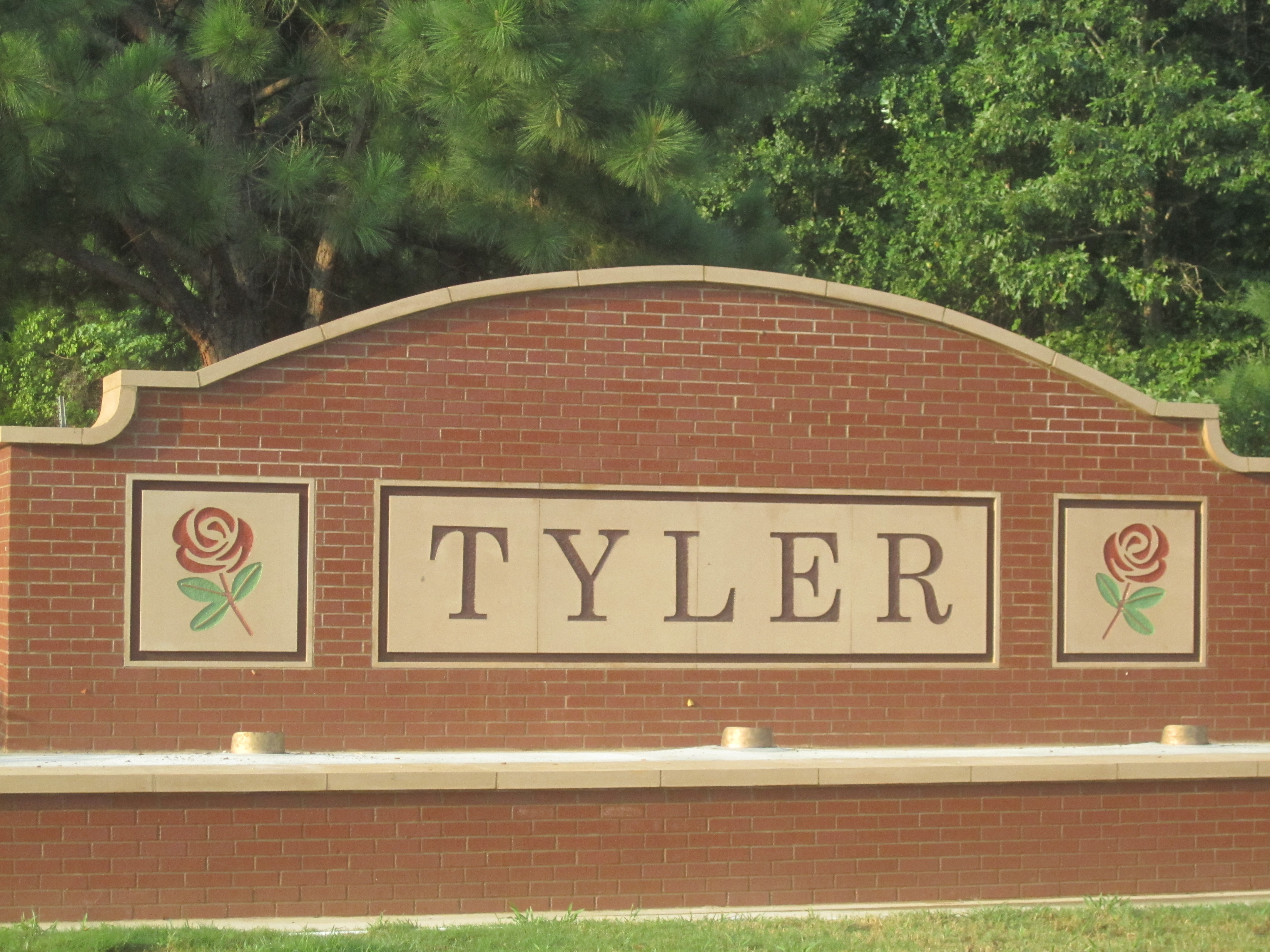
Приветственный знак Тайлера на автомагистрали 69 США

Создание города было одобрено техасскими законодателями 11 апреля 1846 года при создании округа Смит. Будущий город был запланирован как окружной центр. Место для города было выбрано комиссией, назначенной властями Техаса. Комиссия также выбрала название города, в честь президента Джона Тайлера, посодействовавшего принятию Техаса в состав США. 6 февраля 1847 года 100 акров земли было выкуплено за 150 долларов у Эдгара Поллетта, началось строительство поселения. Первое здание окружного суда было деревянным и служило также местом для собраний и церковью. С 1846 года в городе функционирует методистская церковь, в 1848 году было организовано отделение баптистской церкви. Первым мэром стал МакДональд Лоранс. 29 января 1850 года Тайлер получил устав, началось формирование местных органов власти. В 1848 году была организована масонская ложа города, в 1851 году образовано отделение ложи Олд-Феллоу, а также началось издание первой газеты города. Присоединение Техаса к США привело к быстрому росту города за счёт иммигрантов из Старого Юга, богатые земли привлекали в регион плантаторов. Тайлер быстро стал крупным коммерческим и транспортным центром.
Как и в основной части Восточного Техаса, в Тайлере широко использовался рабский труд. В 1860 году более 35 % населения составляли рабы. С началом гражданской войны, жители города проголосовали за отделение от США, в армию конфедерации из Тайлера направилось большое количество добровольцев. Тайлер стал крупнейшим центром хранения боеприпасов армии КША, в 1863 году рядом с городом был организован лагерь военнопленных, Камп-Форд. Из-за рабовладельческого характера экономики, город переживал непростые времена после войны. Кроме того, в начале 1870-х годов в регионе в обход города были построены две железные дороги, Texas and Pacific и International. Однако уже в апреле 1874 года к городу провели ветку железной дороги Houston and Great Northern/ Лидеры Тайлера добились проведения линии в Фергюсон, открытой в 1877 году. В 1879 году линия была приобретена железнодорожной компанией Texas and St. Louis Railway Company, которая построила в Тайлере ремонтные депо и госпиталь. Через год в город провели ещё одну железную дорогу, Kansas and Gulf Short Line Railroad, для которой так же были построены ремонтные депо. В основном за счёт работников железных дорог, население с 1880 по 1890 годы выросло почти в три раза. В 1870 году в городе открылся первый банк Bonner and Williams. В 1882 году была основана система общественных школ города. К 1885 году помимо баптистской и методистской в городе работали епископальная, католическая, пресвитерианская церкви, церковь Христа, два частных колледжа, частный и общественные школы, завод по производству плугов, три строгальных стана, заводы карет и повозок, фабрика по производству льда, несколько мельниц, хлопкоочистительных машин, гостиниц, оперный театр, водопроводная станция, два банка, а также две еженедельные газеты. В апреле 1915 года по итогам голосования в городе была изменена форма управления, введена должность сити-менеджера.
Сельское хозяйство долгое время оставалось основным источником доходов города. В начале XX века основной выращиваемой культурой региона был хлопок, приносивший в казну города до 80 % сельскохозяйственных доходов. С середины 1890-х годов начало набирать силу садоводство и выращивание фруктов. К 1900 году в округе насчитывалось более миллиона фруктовых деревьев, в основном персиковых. После массовой инфекции персиковых деревьев, большинство фермеров переключились на выращивание роз. В 1920-х годах выращивание роз переросло в крупное производство, а к 1940 году более половины розовых кустов в США выращивались в окрестностях Тайлера. В 1930 году в регионе было открыто месторождение East Texas Oilfield. Месторождение обеспечило бум в городе, в Тайлере открыли офисы многочисленные нефтяные компании. Город стал важным региональным центром в индустрии добычи нефти и газа. Во время Второй мировой войны рядом с городом был основан тренировочный лагерь Камп-Фаннин. В 1950-х годах основой экономики стали коммерческие сделки, особенно в области нефтедобычи. К 1966 году большое количество работников было задействовано в металлообрабатывающей отрасли, деревообработке, пошиве одежды, производстве удобрений. Всего в городе работало около 125 заводов..
Со временем Тайлер стал медицинским и образовательным центром. В городе функционировали госпитали East Texas Chest Hospital (сейчас центр здоровья Техасского университета в Тайлере), Mother Frances Hospital, Tyler Medical Center и Doctor's Hospital. В 1894 году епископской церковью был основан Техасский колледж. В 1926 году в состав общественной системы образования города вошёл Юниорский Колледж Тайлера (англ. Tyler Junior College). Государственный колледж Тайлера, позже ставший частью системы Техасского университета, был образован в 1971 году.

## География
Тайлер находится в центральной части округа, его координаты: 32°21′05″ с. ш. 95°18′04″ з. д..
Согласно данным бюро переписи США, площадь города составляет около 148 км2, из которых примерно 146,7 км2 занято сушей, а около 1,3 км2 является водной поверхностью.

### Климат
Согласно классификации климатов Кёппена, в Тайлере преобладает влажный субтропический климат (Cfa).
| Показатель                    | Янв.  | Фев.  | Март  | Апр. | Май   | Июнь  | Июль | Авг. | Сен. | Окт.  | Нояб. | Дек.  | Год    |
| ----------------------------- | ----- | ----- | ----- | ---- | ----- | ----- | ---- | ---- | ---- | ----- | ----- | ----- | ------ |
| Абсолютный максимум, °C       | 28,3  | 32,2  | 33,3  | 34,4 | 38,3  | 38,9  | 40,6 | 41,7 | 41,7 | 36,1  | 30    | 28,3  | 41,7   |
| Средний суточный максимум, °C | 14,4  | 17,1  | 21,8  | 25,4 | 28,9  | 31,9  | 33,7 | 34,4 | 31   | 25,6  | 19,9  | 14,7  | 24,9   |
| Средняя температура, °C       | 8,4   | 10,8  | 15    | 18,7 | 22,7  | 26    | 27,8 | 28,1 | 24,5 | 19    | 13,8  | 8,9   | 18,7   |
| Средний суточный минимум, °C  | 2,4   | 4,6   | 8,2   | 11,8 | 16,5  | 20,2  | 21,9 | 21,7 | 17,9 | 12,5  | 7,7   | 3,1   | 12,4   |
| Абсолютный минимум, °C        | −12,8 | −11,7 | −7,2  | −1,1 | 6,1   | 11,1  | 16,1 | 12,8 | 6,1  | −2,8  | −5    | −17,8 | −12,8  |
| Норма осадков, мм             | 86,4  | 104,1 | 106,7 | 78,7 | 111,8 | 132,1 | 71,1 | 68,6 | 78,7 | 124,5 | 111,8 | 114,3 | 1183,6 |
| Источник: weatherbase.com     |       |       |       |      |       |       |      |      |      |       |       |       |        |

## Население
Согласно переписи населения 2010 года в городе проживало 96 900 человек, было 37 896 домохозяйств и 23 378 семей. Расовый состав города: 60,5 % — белые, 24,8 % — афроамериканцы, 0,5 % — коренные жители США, 1,9 % — азиаты, 0 % (28 человек) — жители Гавайев или Океании, 10,3 % — другие расы, 2 % — две и более расы. Число испаноязычных жителей любых рас составило 21,2 %.
Из 37 896 домохозяйств, в 31,7 % живут дети младше 18 лет. 42,5 % домохозяйств представляли собой совместно проживающие супружеские пары (17,4 % с детьми младше 18 лет), в 15,2 % домохозяйств женщины проживали без мужей, в 3,9 % домохозяйств мужчины проживали без жён, 38,3 % домохозяйств не являлись семьями. В 31,2 % домохозяйств проживал только один человек, 11,4 % составляли одинокие пожилые люди (старше 65 лет). Средний размер домохозяйства составлял 2,46 человека. Средний размер семьи — 3,13 человека.
Население города по возрастному диапазону распределилось следующим образом: 28,7 % — жители младше 20 лет, 29,7 % находятся в возрасте от 20 до 39, 27,3 % — от 40 до 64, 14,5 % — 65 лет и старше. Средний возраст составляет 32,8 года.
Согласно данным пятилетнего опроса 2018 года, медианный доход домохозяйства в Тайлере составляет 49 254 доллара США в год, медианный доход семьи — 62 582 доллара. Доход на душу населения в городе составляет 27 460 долларов. Около 13,6 % семей и 19,4 % населения находятся за чертой бедности. В том числе 27,7 % в возрасте до 18 лет и 10,3 % старше 65 лет.

## Местное управление
Управление городом осуществляется мэром и городским советом, состоящим из 6 человек. Члены совета избираются по округам, а мэр — всем городом.

## Инфраструктура и транспорт

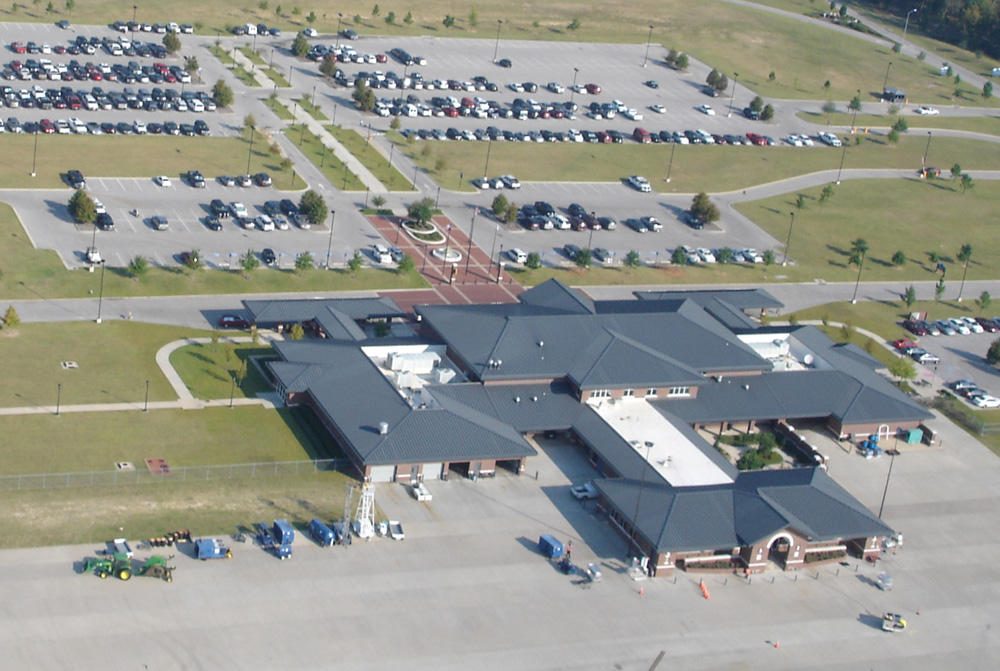
Вид с воздуха на аэропорт Тайлер-Паундс

Основными автомагистралями, проходящими через Тайлер, являются:
- автомагистраль 69 США проходит с северо-запада от Эмори на юг к Джэксонвиллу.
- автомагистраль 271 США начинается в Тайлере и идёт на северо-восток Гилмеру.
- автомагистраль 31 Техаса США идёт с востока от Лонгвью на запад к Атенсу.
- автомагистраль 64 Техаса США идёт с северо-запада от Кантона на юго-восток к Хендерсону.
- автомагистраль 110 Техаса США идёт с северо-запада от Гранд-Салина на юг к Раску.
- автомагистраль 155 Техаса США идёт с северо-востока от Гилмера на юго-запад к Палестину.

В городе располагается региональный аэропорт Тайлер-Паундс. Аэропорт располагает тремя взлётно-посадочными полосами длиной 2540, 1585 и 1473 метров соответственно. Аэропорт, находящийся примерно в 10 километрах западнее центра города, выполняет коммерческие рейсы.

## Образование

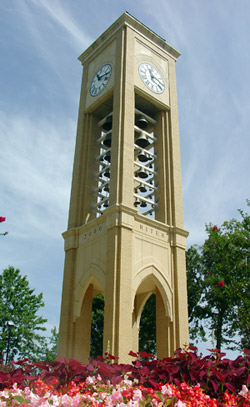
Башня Riter Tower Техасского университета в Тайлере

Основная часть города обслуживается независимым школьным округом Тайлер. Юго-восточная часть города обслуживается независимым школьным округом Уайтхаус. Часть учеников на востоке города обслуживаются округом Чапел-Хилл.
В Тайлере находится большое число частных школ, таких как Grace Community School, епископская школа всех святых, школа церкви адвентистов седьмого дня, христианская школа King’s Academy, Kingdom Life Academy, Christian Heritage School, христианская академия Восточного Техаса, а также Good Shepherd Reformed Episcopal School. Система католических школ Епархии Тайлера включает в себя St. Gregory Cathedral School и Bishop Thomas K. Gorman Regional Catholic Middle and High School.
В городе располагается Техасский университет в Тайлере, медицинский центр университета, а также филиал Техасского колледжа и Юниорский колледж Тайлера.

## Экономика
Согласно предлагаемому бюджету города на 2019-2020 финансовый год, доходы Тайлера в финансовом году 2017-2018 составили составили $67,47 млн, расходы города — $63,31 млн.

## Отдых и развлечения

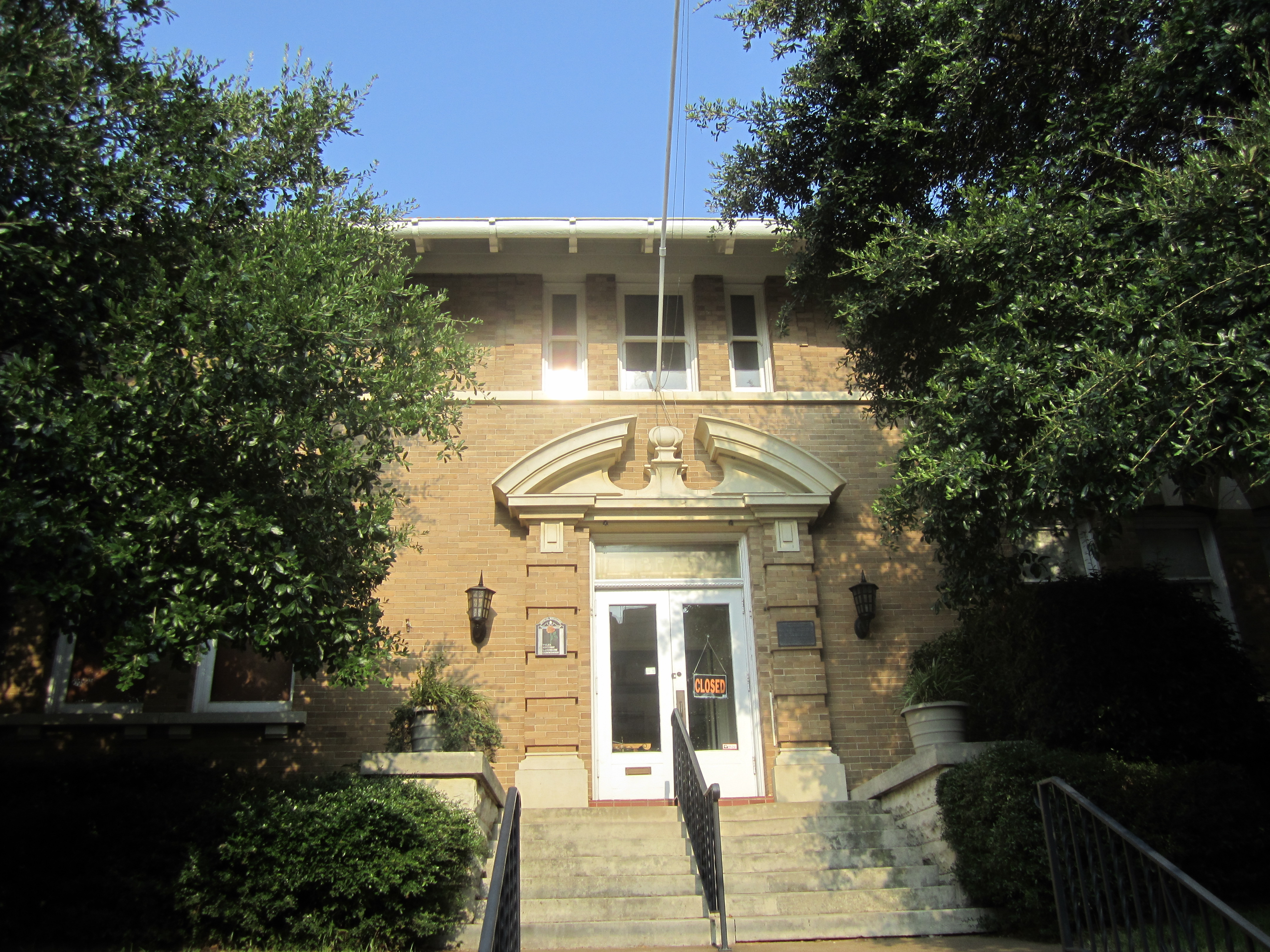
Здание Исторического сообщества округа Смит

Ежегодно техасский фестиваль роз в городе посещают тысячи туристов. Фестиваль проводится в октябре и включает в себя парад, выбор королевы роз и другие мероприятия. Музей роз в городе посвящён истории фестиваля. Также ежегодно Тайлер проводит ярмарку Восточного Техаса.
В нескольких километрах к северу от города, на берегу озера, находится парк штата Тайлер, популярное место отдыха, кемпинга, и водного туризма.
Историческое сообщество округа Смит содержит музей истории округа и архивы в старом здании библиотеки Карнеги. Общество также является управляющей компанией исторического парка Камп-Форд, бывшего лагеря военнопленных гражданской войны. В Тайлере находится музей-депо железной дороги Cotton Belt.

## Город в популярной культуре
В городе, на берегу озера Тайлер, находится дом, построенный в рамках телевизионного проекта HGTV Dream Home в 2005 году.

## Города-побратимы
По данным организации Sister Cities International городами-побратимами Тайлера являются:
- Ло-Барнечеа, Чили
- Либерия, Коста-Рика
- Ятиё, Япония
- Сан-Мигель-де-Альенде, Мексика
- Еленя-Гура, Польша

## Галерея

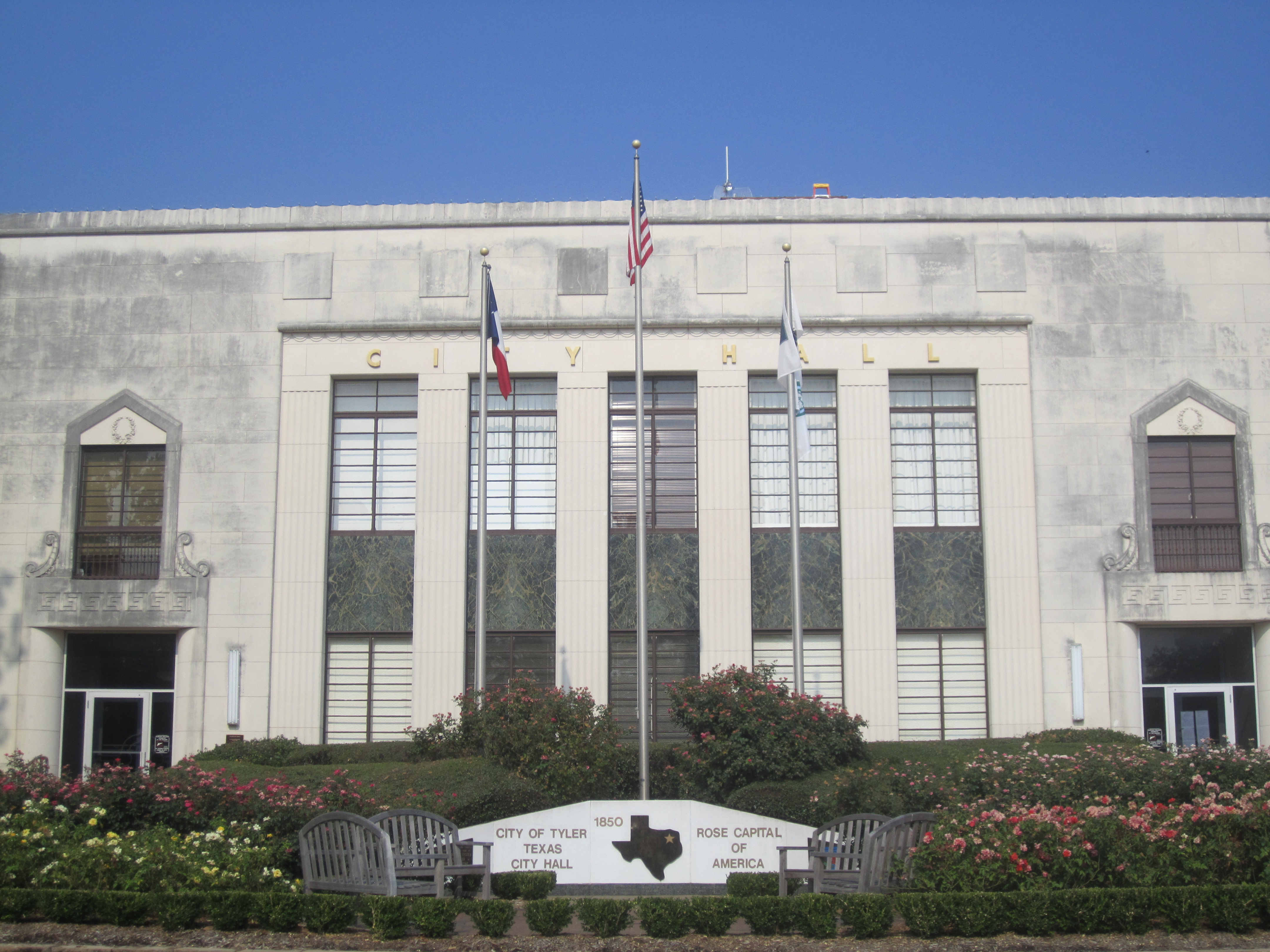
Городская ратуша Тайлера
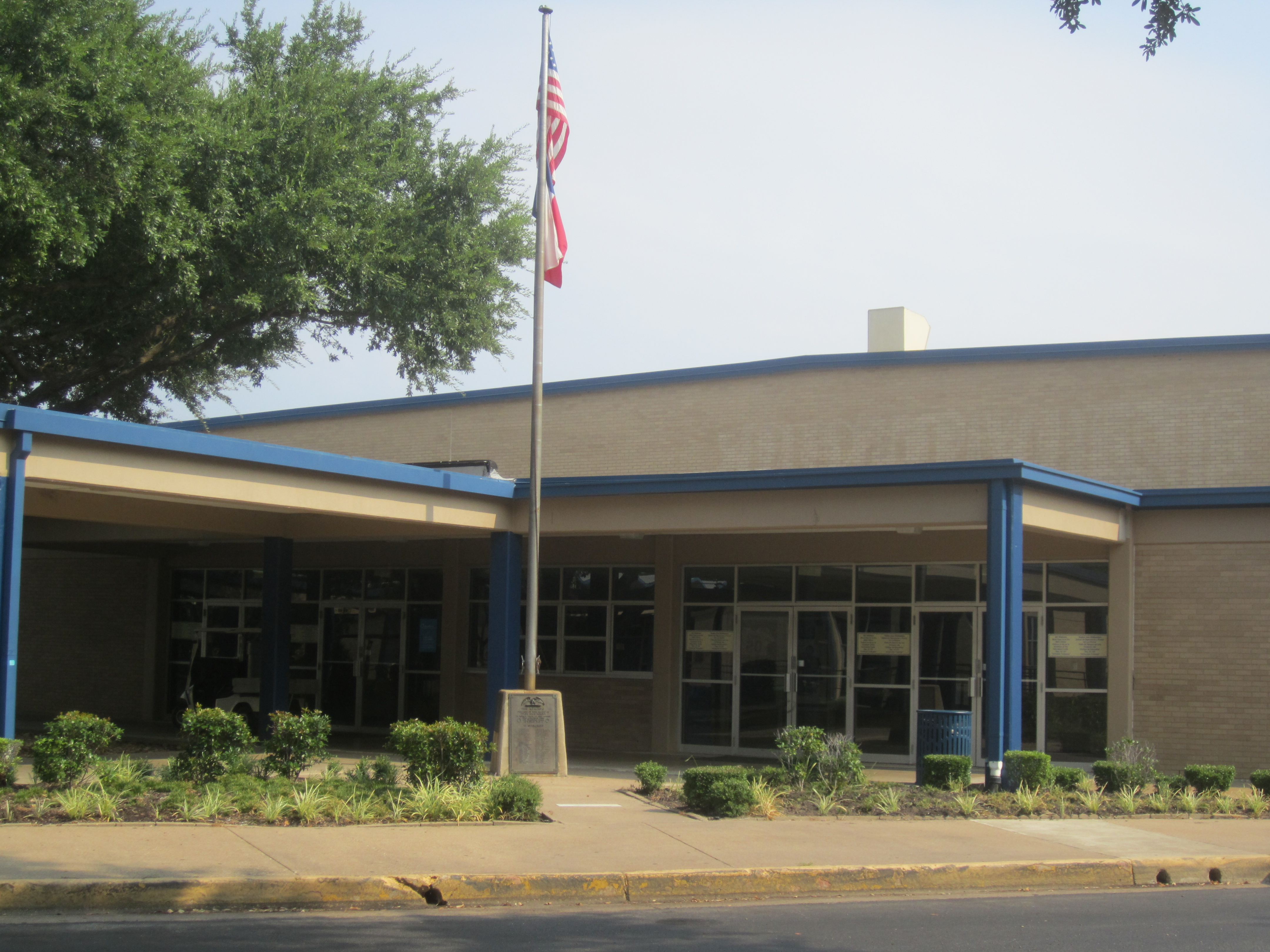
Старшая школа John Tyler High School
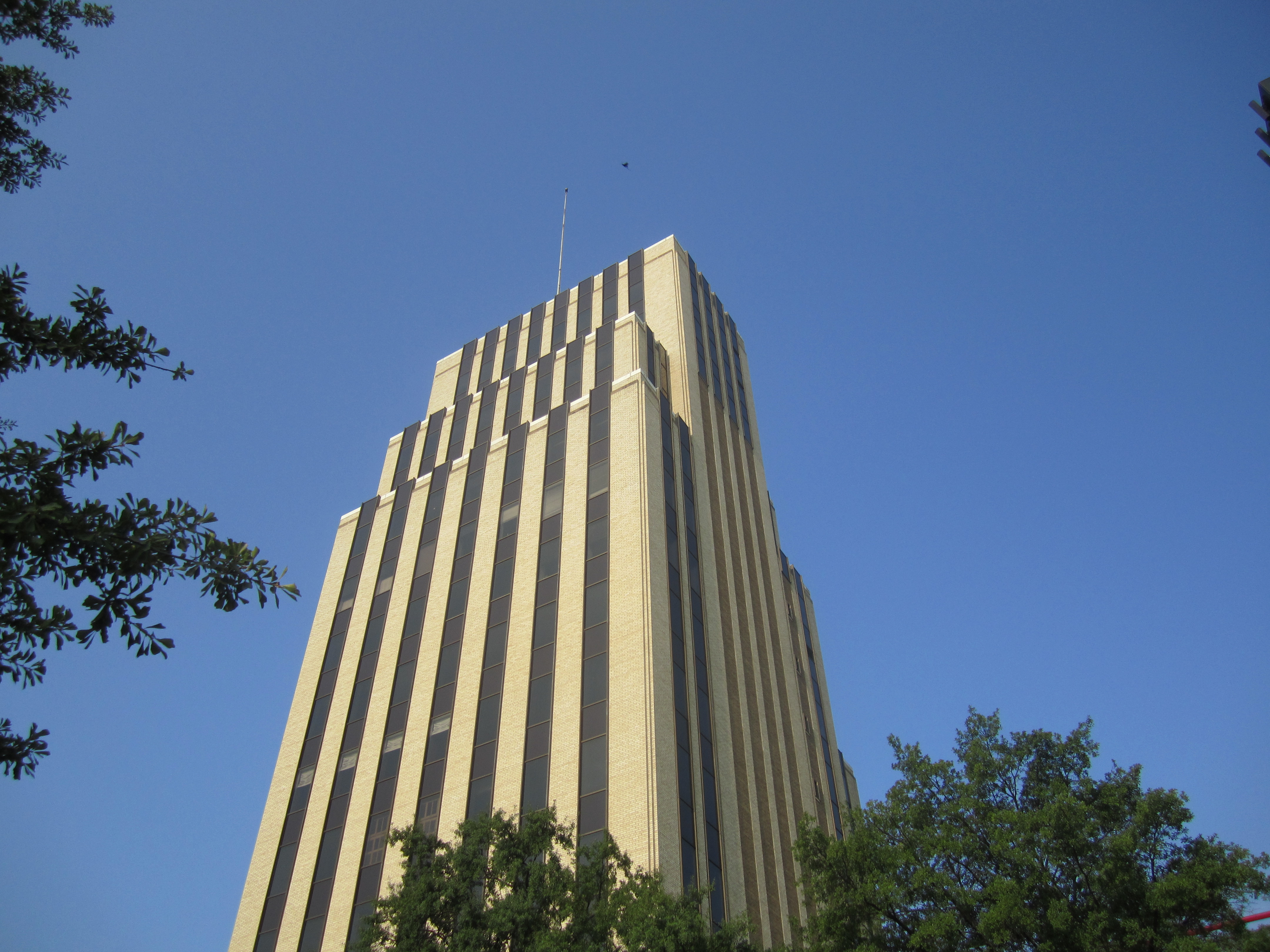
Здание People's Petroleum в центре Тайлера
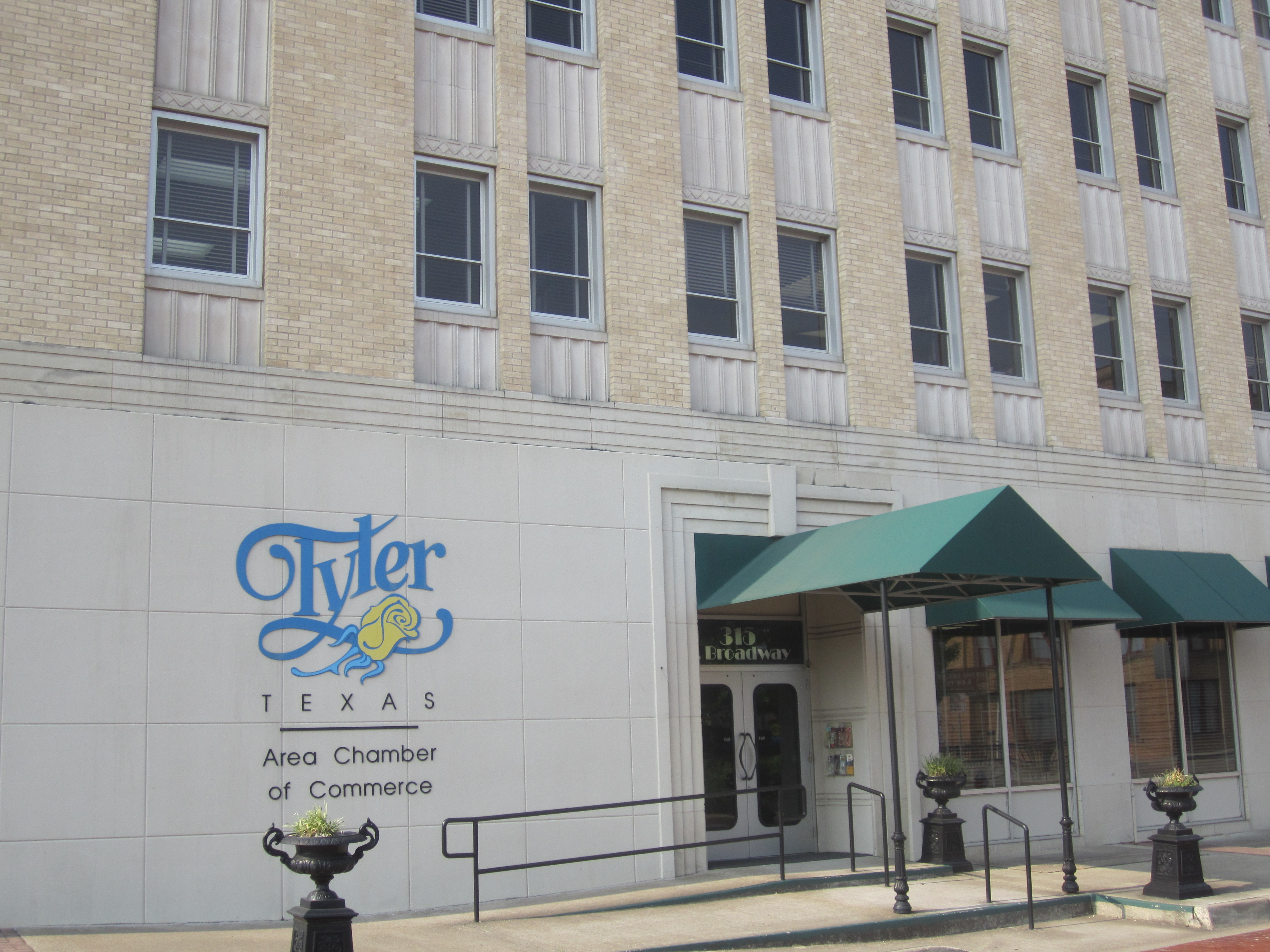
Торговая палата Тайлера
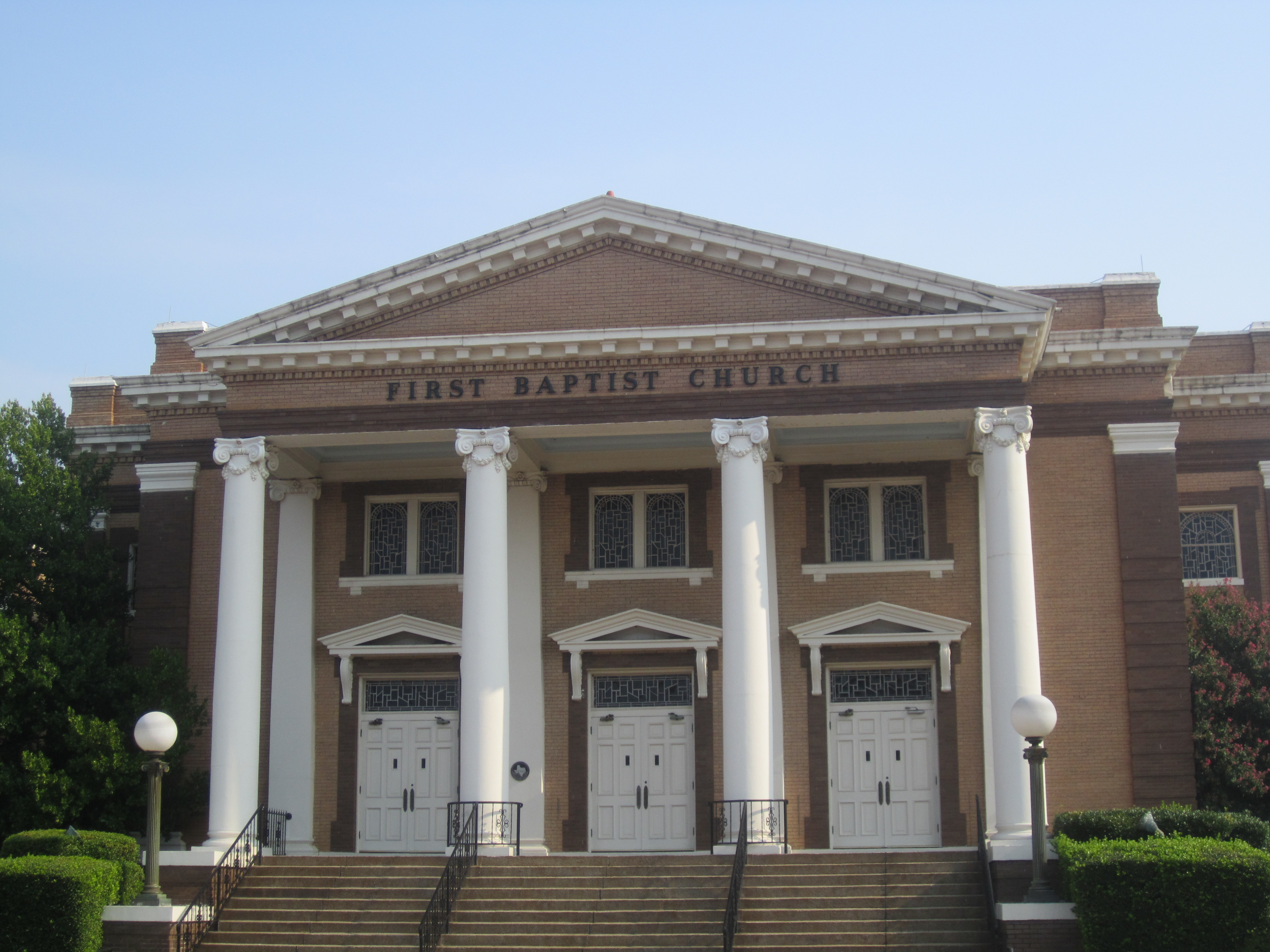
Первая баптистская церковь в центре города
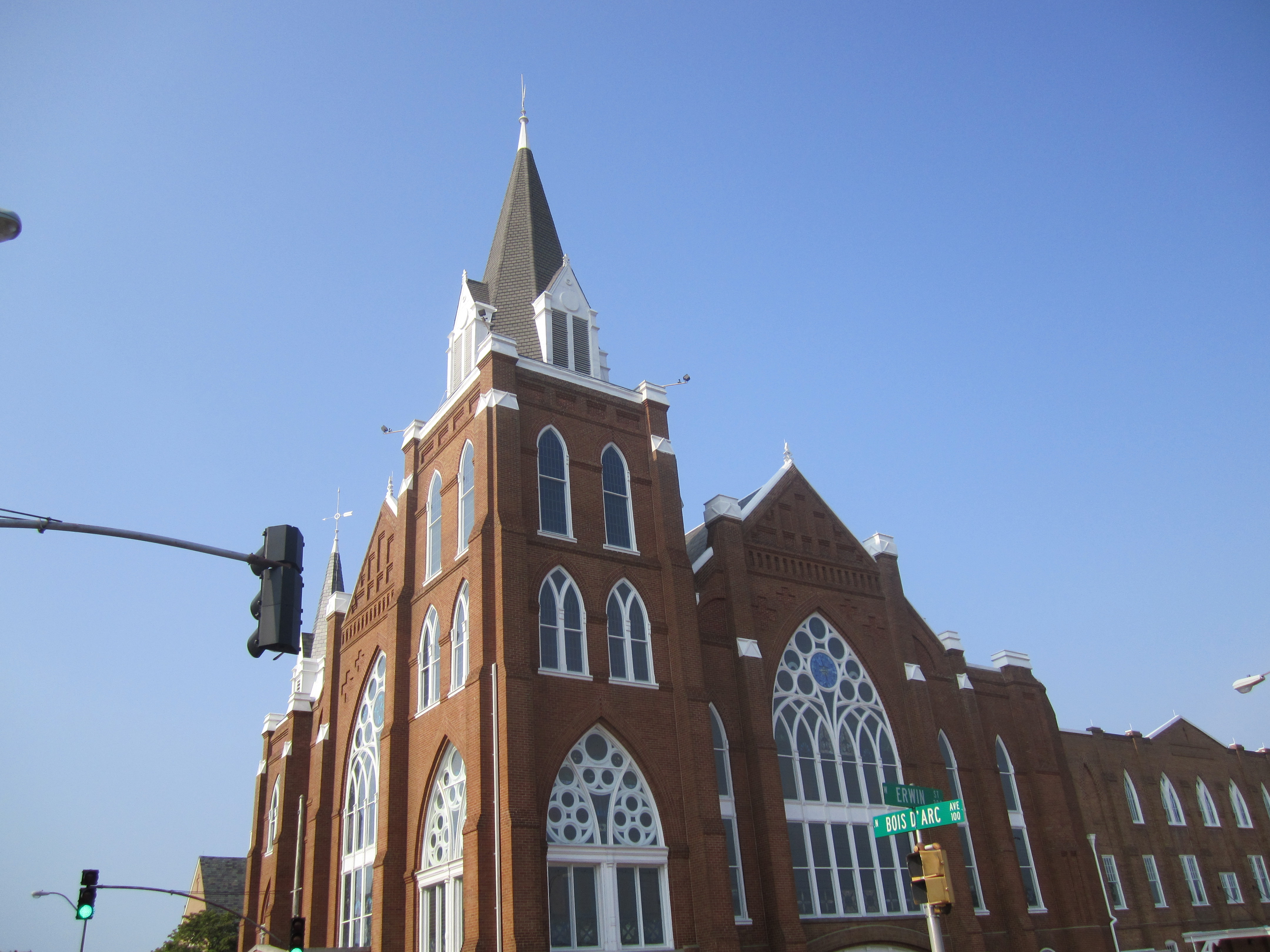
Объединённая методистская церковь Марвин в Тайлере
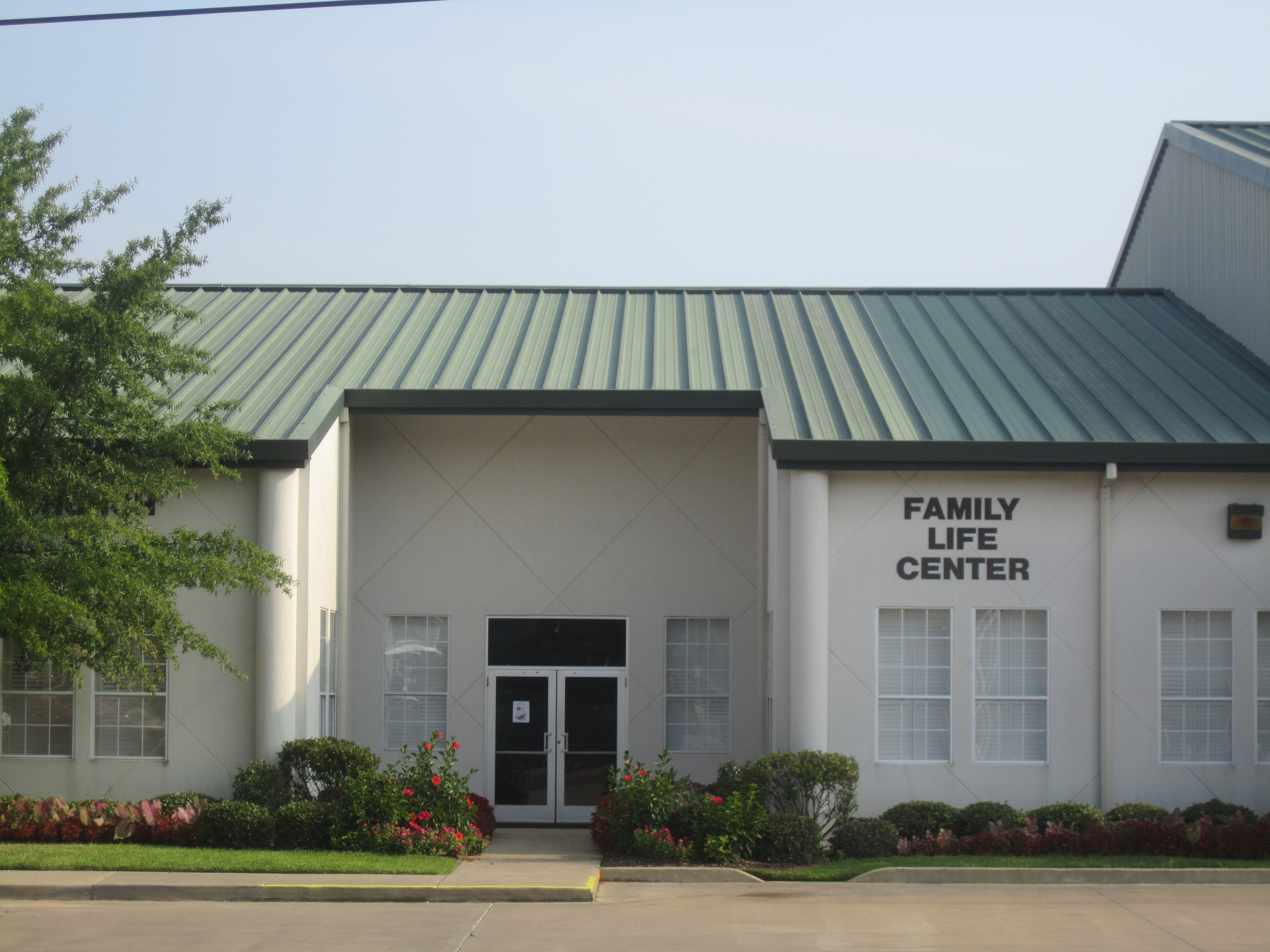
Семейный центр церкви Христа в Уэст-Эрвине